# 간노 히로오미
간노 히로오미(일본어: 菅野 裕臣, かんの ひろおみ, 1936년 3월 4일 ~ 2022년 10월 15일)는 간다 외국어 대학 한국어학부 교수이었다. 도쿄 교육대학 대학원 문학연구과 박사과정을 거쳐 도쿄 외국어 대학 교수를 역임하였다. 전공은 한국어학, 알타이어학, 구 소련의 사회언어학등이다. 일본 조선어학의 권위자인 고노 로쿠로에게 수학하였으며, 현재 일본내 한국어 연구의 권위자중의 한 사람이었다.

## 주요 저서
- 《조선어입문(朝鮮語の入門)》